# MELAG
MELAG Medizintechnik oHG — німецька компанія, що спеціалізується на виробництві автоклавів для стоматології. Заснована у 1951 році Альфредом Гебауером і Куртом Тіде в Берліні.  
Кількість співробітників компанії — понад 300, робочі потужності розташовані на площі 22 000 м² у Берліні. Усього компанією вироблено понад 490 000 приладів.
Компанії виробляє автоклави, універсальні сухожарові шафи, мийно-термодезінфекційні машини, пакувальні машини, засоби для очищення й дезінфекції, прилади для дистиляції.

## Продукція
Автоклави
- Premium-Plus-Class
- Pro-Class
- S-Class
- MELAquick
- Cliniklav

Очистка і дезінфекція
- MELAtherm
- MELAdes

Підготовка води
- MELAdem 40
- MELAdem 53
- MELAdem 47
- MELAdem 55
- MELAdest 65. Аквадистилятор
- MELAjet
- MELAtest 60

Зберігання стерильних виробів
- MELAstore. Лотки
- MELAseal Pro
- MELAseal 200

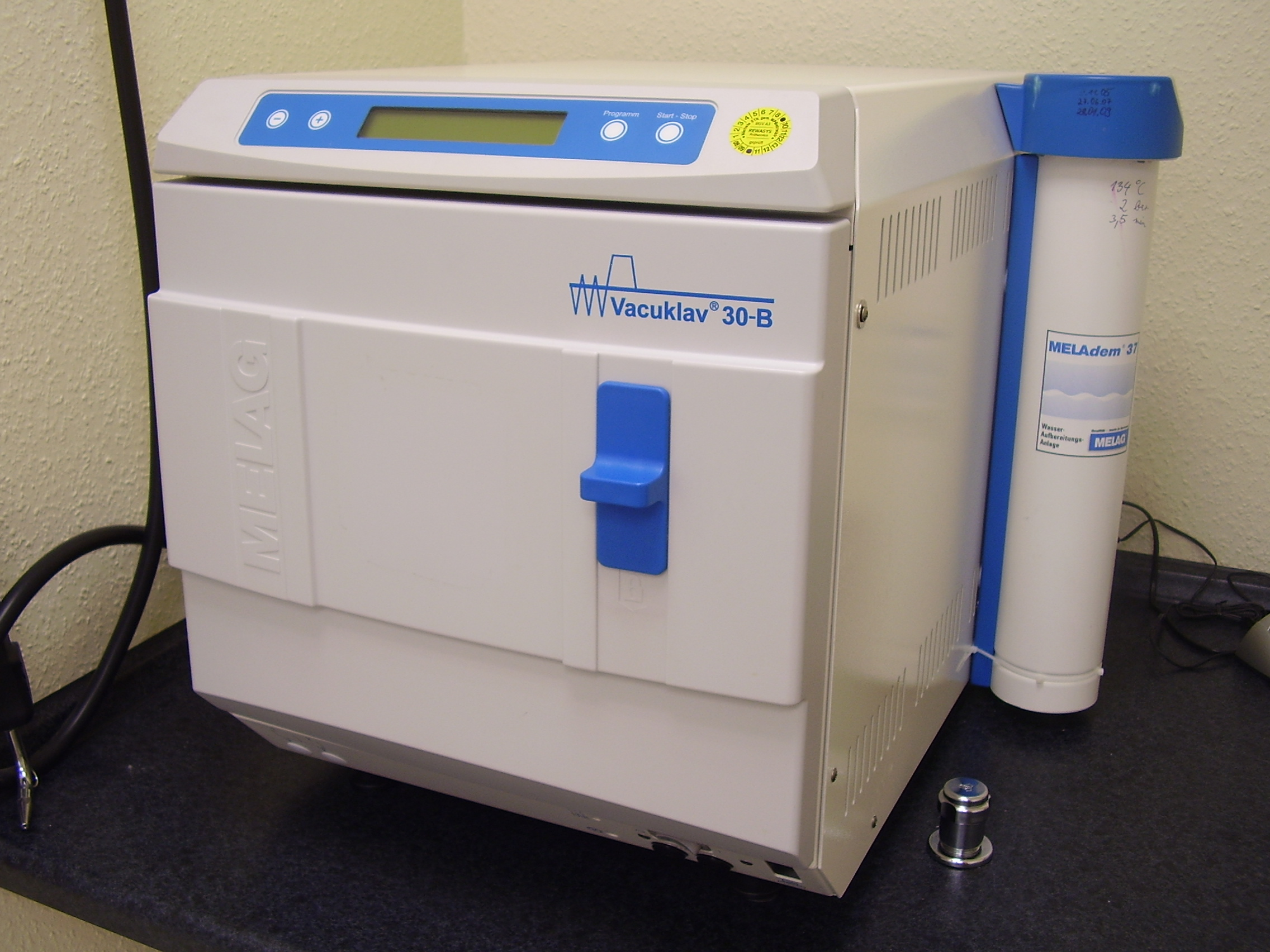
Автоклав Vacuklav 30-B

- MELAseal 100+. Пристрій з постійним нагрівом для упаковки в плівку
- MELAG seal check
- MELAfol. Плівки для стерильного пакування інструментів